# Concours européen des Droits de l'Homme René Cassin
Het Concours européen des Droits de l'Homme René Cassin is een jaarlijkse pleitwedstrijd die bestaat sinds 1988. In deze wedstrijd voor 3e, 4e en 5e-jaars rechtenstudenten staan het Europees Verdrag voor de Rechten van de Mens en de rechtspraak van het Europees Hof voor de Rechten van de Mens centraal.
Tot en met 2005 werd het Concours georganiseerd door de studentenvereniging Juris Ludi. In 2006 en 2007 werd het Concours niet georganiseerd. Sinds 2008 is de organisatie in handen van de Universiteit Robert Schuman en het Internationaal Instituut voor de Rechten van de Mens, beide gevestigd te Straatsburg.

## Competitieopzet
Ieder jaar wordt eind november/begin december een fictieve casus gepubliceerd op de website van het Concours, waarin een groot aantal mensenrechtelijke problemen wordt geschetst. De wedstrijd bestaat uit twee rondes.
De eerste ronde staat open voor alle universiteiten ter wereld (in de praktijk komt tegenwoordig ongeveer de helft van alle deelnemende universiteiten uit Frankrijk, terwijl de andere helft bestaat uit universiteiten uit andere Europese landen, zoals Roemenië, Zwitserland, Slovenië, Oostenrijk, Turkije, België en Nederland). Deze eerste ronde is louter schriftelijk, en bestaat uit het opstellen van een mémoire, waarin de helft van alle teams de argumenten van de eiser uiteenzet en de andere helft de verwerende staat verdedigt. Deze mémoires zijn ongeveer dertig pagina's en moeten zijn opgesteld in het Frans.
Voor de tweede ronde worden de beste 16 teams geselecteerd op basis van de ingediende mémoires. In het gebouw van het Europese Hof voor de Rechten van de Mens in Straatsburg mogen zij in het voorjaar hun argumenten mondeling verdedigen. Van ieder team (bestaande uit drie deelnemers aangevuld met een coach) mogen twee deelnemers elk de helft van het pleidooi voordragen. Nadat elk team tegen twee verschillende tegenstanders gepleit heeft, worden de beste twee teams uitgenodigd voor de finale, waarin zij uitmaken wie winnaar wordt van het Concours.

## Winnaars
| Jaar | Winnaar                                               |
| ---- | ----------------------------------------------------- |
| 2011 | College of Europe Brugge (België)                     |
| 2010 | Université de Paris X Nanterre (Frankrijk)            |
| 2009 | Université de Poitiers (Frankrijk)                    |
| 2008 | Université Pierre Mendès France (Grenoble, Frankrijk) |
| 2005 | Université de Poitiers (Frankrijk)                    |
| 2004 | Université Panthéon-Assas Paris II (Frankrijk)        |
| 2003 | Collège d'Europe (Natolin, Polen)                     |
| 2002 | Université de Lausanne (Zwitserland)                  |
| 2001 | Universität Bonn (Duitsland)                          |
| 2000 | Universität Heidelberg (Duitsland)                    |